# Irene Dwomoh
Irene Dwomoh (Essikadu, 1986) è una modella ghanese.
Ha vinto il titolo di Miss Mondo Ghana 2006 ed ha quindi rappresentato il Ghana a Miss Mondo 2007 in Cina, dove ha vinto il titolo di Miss Talent ed ha avuto accesso diretto alle semifinali del concorso. 
Al 2011 la performance di Irene Dwomoh rappresenta l'ultimo miglior risultato del Ghana a Miss Mondo. 
Al momento dell'elezione, Irene Dwomoh studiava matematica e statistica presso l'università di Cape Coast.